# Fjallið Mikla
Fjallið Mikla è un rilievo alto 469 metri sul mare situata sull'isola di Suðuroy, situata nell'arcipelago delle Isole Fær Øer, in Danimarca.